# Vredehofstraat 11
Vredehofstraat 11 is een gemeentelijk monument in de gemeente Soest in de provincie Utrecht.
Het huis werd gebouwd naar een ontwerp van de Amsterdamse architect P. Heijn. De nok van het overstekende zadeldak staat haaks op de straat. De onderste verdieping is wit geschilderd, de eerste verdieping wit gepleisterd. In de topgevel is pseudo-vakwerk aangebracht. Boven het topvenster is een paneel geplaatst met het bouwjaar 1909. Boven de portiek is een balkon met balustrade. Het huis heeft drie serres: twee aan de linkergevel en een aan de achterzijde. De bovenlichten hebben allemaal een roedenverdeling.